# Tarlton, Ohio
Tarlton là một làng thuộc quận Pickaway, tiểu bang Ohio, Hoa Kỳ. Năm 2010, dân số của làng này là 282 người.

## Dân số
- Dân số năm 2000: 298 người.
- Dân số năm 2010: 282 người.